# Yuliangbu
Yuliangbu (kinesiska: 余粮堡, 余粮堡镇) är en köping i Kina. Den ligger i den autonoma regionen Inre Mongoliet, i den norra delen av landet, omkring 900 kilometer öster om regionhuvudstaden Hohhot. Antalet invånare är 30267. Befolkningen består av 14 949 kvinnor och 15 318 män. Barn under 15 år utgör 15,0 %, vuxna 15-64 år 77 %, och äldre över 65 år 7,0 %.
Genomsnittlig årsnederbörd är 664 millimeter. Den regnigaste månaden är juni, med i genomsnitt 146 mm nederbörd, och den torraste är januari, med 4 mm nederbörd.